# Розсошанська волость
Розсошанська волость — історична адміністративно-територіальна одиниця Острогозького повіту Воронізької губернії з центром у слободі Розсош.
Станом на 1885 рік складалася з 4 поселень, 4 сільських громад. Населення — 7586 осіб (3736 чоловічої статі та 3850 — жіночої), 1325 дворових господарств.
|                     | Площа, десятин | У тому числі орної, дес. |
| ------------------- | -------------- | ------------------------ |
| Сільських громад    | 10878          | 6452                     |
| Приватної власності | 8798           | 2817                     |
| Казенної власності  | 2              | —                        |
| Іншої власності     | 199            | —                        |
| Загалом             | 19877          | 9269                     |

Найбільші поселення волості на 1880 рік:
- Розсош — колишня власницька слобода при річках Розсош й Чорна Калитва за 90 верст від повітового міста, 5436 осіб, 1021 двір, православна церква, школа, каплиця, богодільня, лікарня, 2 постоялих двори, 2 лавки, 4 цегельних і кінський заводи, базари й 2 ярмарки на рік. За 5 верст — залізнична станція Михайлівка. За 8 верст — залізнична станція Калитва.
- Єсаульський (Осаульський) — колишній власницький хутір при річці Чорна Калитва, 365 осіб, 62 двори, 2 лавки.
- Підгірний (Мамон) — колишній власницький хутір  при річках Розсош й Чорна Калитва, 1217 осіб, 216 дворів.